# John H. C. McGreevy
Pour les articles homonymes, voir McGreevy.
John HC McGreevy (1913-2004) est devenu membre de l'Ordre du Canada en 1988 et récipiendaire de la Médaille du jubilé d'or d'Élisabeth II. Il était une figure éminente de la communauté anglophone de Québec, récompensé pour son service communautaire et reconnu pour son service militaire pendant la Seconde Guerre mondiale comme prisonnier de guerre pendant quatre ans alors qu'il était lieutenant avec les The Royal Rifles of Canada à Hong Kong.
Il a fait ses études à Bishop's College School de 1923 à 1931, où il était directeur d'école et rédacteur littéraire du magazine, il a poursuivi une carrière de comptable chez McDonald Currie, une entreprise précurseur de PricewaterhouseCoopers et où il était associé dans leur bureau de Québec. Il a dirigé des institutions aussi variées que la Quebec Ladies’s Home Foundation, dont il était président; L'Hôpital Jeffrey Hale, où il a siégé au conseil d'administration et joué un rôle déterminant dans la création du McGreevy Manor, un complexe caritatif d'appartements pour personnes âgées à Québec, répondant aux besoins de logement des personnes âgées de la communauté anglophone; et la Société littéraire et historique du Québec, dont il était président. Parmi les autres rôles dans la communauté de Québec, il a été président et trésorier de la Fondation St. Brigid's Home, trésorier de la Maurice Pollack Foundation, président du Club de garnison de Québec, commissaire de la Commission des champs de bataille nationaux et trésorier de la Diocèse anglican de Québec, où il a gardé un bureau à sa retraite.